# Fannia parasitica
Fannia parasitica är en tvåvingeart som beskrevs av Seguy 1933. Fannia parasitica ingår i släktet Fannia och familjen takdansflugor.
Artens utbredningsområde är Ecuador. Inga underarter finns listade i Catalogue of Life.